# Xã Davidson, Quận Sharp, Arkansas
Xã Davidson (tiếng Anh: Davidson Township) là một xã thuộc quận Sharp, tiểu bang Arkansas, Hoa Kỳ. Năm 2010, dân số của xã này là 167 người.